# Chlorolestes umbratus
Chlorolestes umbratus – gatunek ważki z rodziny Synlestidae. Jest endemitem Południowej Afryki, spotykanym jedynie w Prowincji Przylądkowej Zachodniej i Prowincji Przylądkowej Wschodniej.
Imago lata od listopada do końca maja. Długość ciała 43–44,5 mm. Długość tylnego skrzydła 22–23,5 mm.